# Earl of Longford

Wappen des Earl of Longford (zweiter Verleihung)

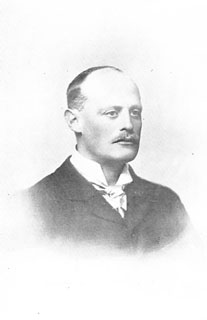
Thomas Pakenham, 5. Earl of Longford

Earl of Longford ist ein erblicher britischer Adelstitel, der zweimal in der Peerage of Ireland verliehen wurde. Der Titel ist nach der Stadt Longford in Irland benannt.
Familiensitz der Earls ist Tullynally Castle im County Westmeath in Irland.

## Verleihungen
Der Titel wurde erstmals am 18. Dezember 1677 an Francis Aungier, 1. Viscount Longford, verliehen. Nachdem jedoch auch sein Bruder, der 2. Earl, 1706 ohne männlichen Erben verstarb, erlosch der Titel wieder. 
Ihre Nichte Elizabeth Cuffier heiratete Thomas Packenham, der 7. Mai 1756 als Baron Longford geadelt wurde. Am 20. Juni 1785 wurde Elizabeth, ihr Mann war inzwischen verstorben, zur Countess of Longford aus eigenem Recht erhoben.

## Nachgeordnete Titel
Der 1. Earl erster Verleihung war am 8. November 1675 in der Peerage of Ireland zum Viscount Longford erhoben worden und hatte bereits 1655 von seinem Onkel den Titel 3. Baron Aungier, of Longford, geerbt, der am 29. Juni 1621 in der Peerage of Ireland seinem Großvater verliehen worden war. Beide Titel erloschen 1706 zusammen mit dem Earlstitel.
Nachgeordnete Titel des Earl of Longford sind Baron Longford, in the County of Longford (geschaffen 1756), Baron Silchester, of Silchester in the County of Southampton (geschaffen 1821), und Baron Pakenham, of Cowley in the City of Oxford (geschaffen 1945). Der letztgenannte Titel wurde am 12. Oktober 1945 an den jüngeren Bruder des 6. Earls verliehen, der später von diesem die Earlswürde erbte.
Während die Earlswürde und die Baronie Longford der Peerage of Ireland zugeordnet sind, gehören die anderen beiden Baronien zur Peerage of the United Kingdom. Der Titelerbe führt den Titel Baron Silchester als Höflichkeitstitel.

## Weitere Titel
Dem 7. Earl wurde am 16. November 1999 auf Lebenszeit (Life Peerage) der Titel Baron Pakenham of Cowley, of Cowley in the County of Oxfordshire, verliehen, damit er seinen Sitz im House of Lords trotz des House of Lords Acts 1999 behalten konnte. Der Titel erlosch bei seinem Tod 2001.

## Liste der Barone Aungier und Earls of Longford

### Barone Aungier (1621)
- Francis Aungier, 1. Baron Aungier (um 1562–1632)
- Gerald Aungier, 2. Baron Aungier († 1655)
- Francis Aungier, 3. Baron Aungier († 1700) (wurde 1677 zum Earl of Longford erhoben)

### Earls of Longford, erste Verleihung (1677)
- Francis Aungier, 1. Earl of Longford († 1700)
- Ambrose Aungier, 2. Earl of Longford († 1706)

### Earls of Longford, zweite Verleihung (1785)
- Elizabeth Pakenham, 1. Countess of Longford († 1794)
- Thomas Pakenham, 2. Earl of Longford (1774–1835)
- Edward Michael Pakenham, 3. Earl of Longford (1817–1860)
- William Lygon Pakenham, 4. Earl of Longford (1819–1887)
- Thomas Pakenham, 5. Earl of Longford (1864–1915)
- Edward Arthur Henry Pakenham, 6. Earl of Longford (1902–1961)
- Francis Aungier Pakenham, 7. Earl of Longford (1905–2001)
- Thomas Francis Dermot Pakenham, 8. Earl of Longford (* 1933)

Titelerbe ist der älteste Sohn des jetzigen Earls, Edward Melchior Pakenham, Baron Silchester (* 1970).